# Chondrilla nucula

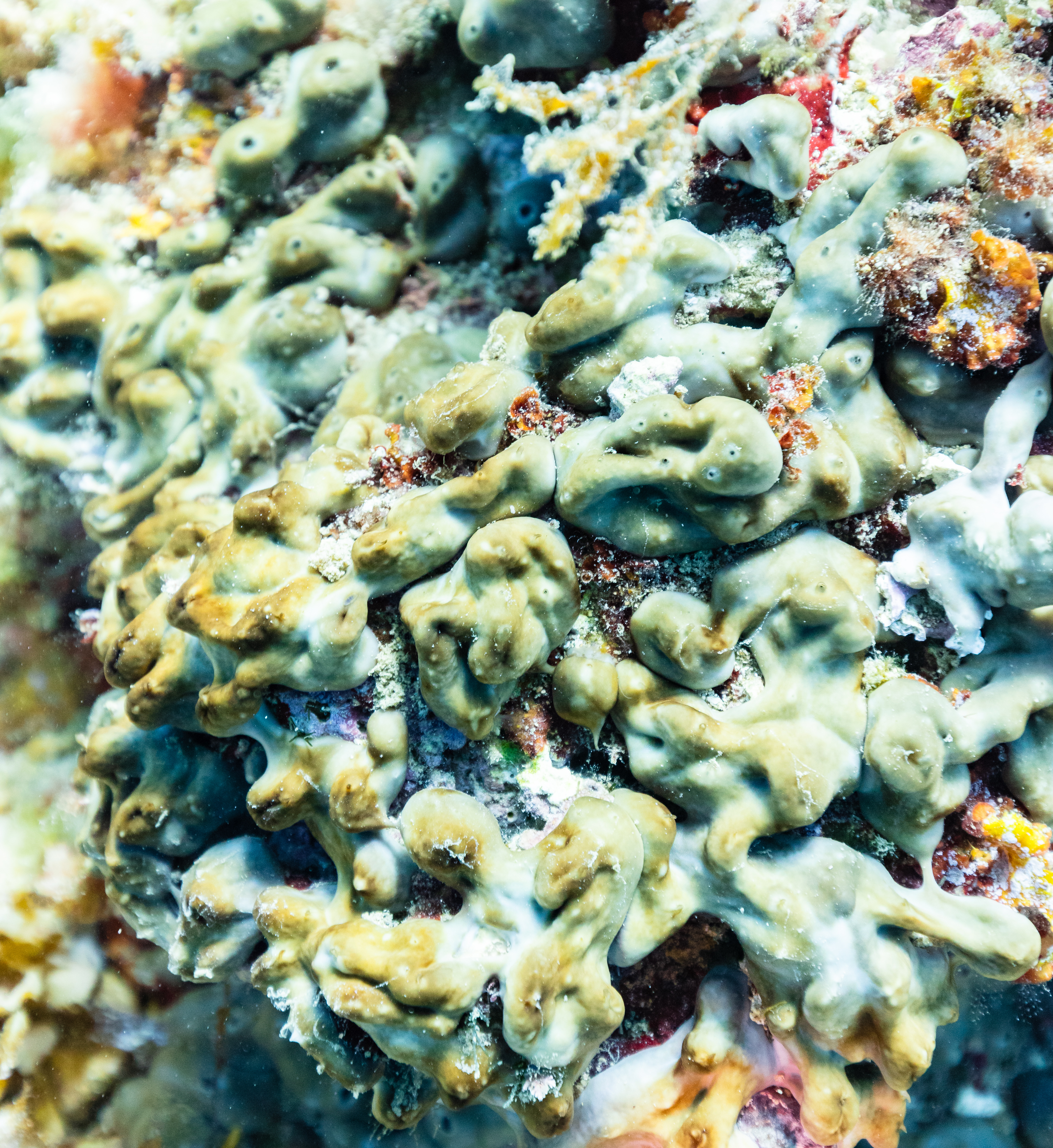
Detalle.

Chondrilla nucula es una especie de esponja de mar de la clase Demospongiae.

## Descripción
Esponja lobulada y masiva. De color marrón claro o grisáceo (N60;(A30-50, M20-30)). La superficie es lisa. La consistencia es firme y es fácilmente compresible. Los diámetros de los ósculos varían entre 3 y 5 mm. En estado preservado tiñe de amarillo claro el alcohol.

## Anatomía
El ectosoma está bien diferenciado y presenta poros microscópicos en su superficie. El endosoma es denso, semejante a un riñón, con canales internos llenos de mesoglea; su coloración es crema (N00;(A50, M30-50))
Presenta un solo tipo de espículas, microscleras. Se encuentran en el mesohilo distribuidas de manera regular. También es posible encontrar tilotes y rafidios, pero probablemente incorporados como material foráneo.

## Distribución
Atlántica tropical americano: desde el estado de la Florida hasta Brasil; Bermudas; Bahamas; Antillas Mayores: Puerto Rico; Antillas Menores; desde Curaçao a Trinidad. Mediterráneo. África Occidental. Región Índo-Pacífica. Australia. Pacífico centro-occidental.